# Las Piedritas, Sinaloa
Las Piedritas är en ort i Mexiko.   Den ligger i kommunen Culiacán och delstaten Sinaloa, i den västra delen av landet, 1 000 km nordväst om huvudstaden Mexico City. Las Piedritas ligger 13 meter över havet och antalet invånare är 718.
Terrängen runt Las Piedritas är mycket platt. Runt Las Piedritas är det ganska tätbefolkat, med 155 invånare per kvadratkilometer. Närmaste större samhälle är Eldorado, 9,8 km söder om Las Piedritas. Trakten runt Las Piedritas består till största delen av jordbruksmark.